# Acodia pauper
Acodia pauper är en fjärilsart som beskrevs av Eduard Rosenstock 1885. Acodia pauper ingår i släktet Acodia och familjen mätare. Inga underarter finns listade i Catalogue of Life.